# Програма «банку кредитів» на викиди
Програма банку «кредитів» на викиди англ. banking scheme / programme (див. також англ. banking provisions) — система платежів за забруднення довкілля, при якому підприємства можуть одержати відстрочку у здійсненні платежів в обмін на зобов'язання більш значного зниження забруднення або вищої плати за викиди в майбутньому. Встановлюється межа такої «позики» таким чином, щоб термін виплати відкладеної суми платежів за забруднення повинен бути досить коротким — не більше 4 років. Така програма може застосовуватися в тих випадках, коли уряду небажано в короткостроковому плані приводити до банкрутства великих забруднювачів довкілля, які не мають можливості зробити платежі за забруднення через важке фінансове становище. Однак, ця програма буде ефективною тільки в разі, якщо підприємства будуть знати, що при невиплаті «позики» вони будуть закриті. Програма відкриває для компаній можливість скорочувати викиди нижче встановлених нормативів і накопичувати «зекономлені» викиди у вигляді "кредитів. В принципі цей підхід стимулює інвестиції компаній в нові природоохоронні технології (див. англ. control technologies) з їх поверненням після продажу або використання накопичених «кредитів».

## Ресурси Інтернету
- Еколого-економічний словник
- Економічна цінність природи
- Концепция общей экономической ценности природных благ
- Традиционные и косвенные методы оценки природных ресурсов